# Hugo Goetz
Hugo Louis Goetz (Illinois, 18 ottobre 1884 – Magnolia Springs, 4 aprile 1972) è stato un nuotatore statunitense.
Partecipò alle gare di nuoto della III Olimpiade di St. Louis del 1904 e vinse una medaglia di argento nella staffetta 4x50 iarde stile libero, con il Chicago Athletic Association, alle spalle del New York Athletic Club.